# Лів Ульман
Лів Йоганна Ульман (норв. Liv Johanne Ullmann, нар. 16 грудня 1938, Токіо, Японія) — норвезька акторка та режисерка. Всесвітньо популярна роботою в 10 фільмах Інгмара Бергмана; дворазова номінантка «Оскара».

## Біографія
Народилася в Токіо у сім'ї норвезького інженера Еріка Вігго Ульмана (1907—1945), що працював у Токіо, та Жанни Ербе (1910—1996). Дід Лів під час Другої світової війни був засланий у концтабір Дахау за допомогу євреям. Коли Лів було два роки, сім′я переїхала до Канади, де батько працював на авіабазі (острови озера Онтаріо). Потім Лів із сім′єю переїхала у Нью-Йорк, де через чотири роки батько помер від пухлини головного мозку. Мати Лів працювала продавчинею книг. Зрештою сім′я переїхала до Норвегії (Тронгейм).
Навчалася акторській майстерності в Лондоні, працювала в театрі Ставангера, а пізніше в Національному театрі в Осло. 
9 серпня 1966 народила дочку (яка стала відомою шведською журналісткою, від Інґмара Берґмана, з яким ніколи не була у шлюбі.
У Лів Ульман є єдина дочка Лінн (народилася ), від Інгмара Бергмана, з яким ніколи не була у шлюбі.

## Кар'єра
На початку знялася в п'яти незначних норвезьких і одному шведському фільмі. 
Стала відомою у 1966 році, утіливши із Бібі Андерсон у фільмі Інгмара Бергмана «Персона» Елізабет Фогелер, акторку з екзистенційним мутизмом. Фільм став культовим.
Після «Персони» Ульман отримала ролі у американських режисерів. Згодом знімалася в багатьох фільмах Бергмана, неодноразово номінувалася на премію «Оскар» за найкращу жіночу роль.
Лів Ульман грала на Бродвеї і в Голлівуді, зіграла багато ролей у п'єсах Генріка Ібсена. 
В 1977 році впустила автобіографію «Зміни» (англ. Changing). 
У 1990-ті Лів Ульман зайнялася режисурою, її фільми удостоєні багатьох премій.
У червні 2008 року Ульман очолила журі основного конкурсу XXX Московського міжнародного кінофестивалю.
Наприкінці червня 2021 року американська Академія кінематографічних мистецтв і наук оголосила про нагороду акторки почесним «Оскаром», спеціальна церемонія планувалась на 15 січня 2022 року.

## Нагороди
- Премія «Золотий глобус» за найкращу жіночу роль (драма): 1972
- Премія Золотий жук: 1968/1969
- Премія Давид ді Донателло: 1974, 1975, 1979, 1987
- Лауреат Монреальського кінофестивалю: 1992 (тричі), 1995
- Премія Бамбі: 1976
- Приз ФІПРЕССІ: 1997
- Лауреат Міжнародного кінофестивалю у Сан-Себастьяні: 1988
- Лауреат Венеційського кінофестивалю: 1980
- Лауреат кінофестивалю у Карлових Варах: 2005
- Лауреат Норвезького міжнародного кінофестивалю: 2000
- Лауреат Гентського міжнародного кінофестивалю: 2000
- Лауреат премії Міжнародної індійської кіноакадемії: 2012

## Фільмографія
- 1966 — Персона / Persona
- 1968 — Година вовка / Vargtimmen
- 1968 — Сором / Skammen
- 1969 — Фільм «Пристрасть» / En passion
- 1970 — Холодний піт / Cold Sweat
- 1971 — Емігранти / швед. Utvandrarna
- 1972 — Шепіт і крик / Viskningar Och Rop
- 1973 — Сцени з подружнього життя / Scener ur ett äktenskap
- 1975 — Лицем до лиця / Ansikte Mot Ansikte
- 1975 — Чарівна флейта / Trollflöjten
- 1977 — Зміїне яйце / Das Schlangenei
- 1977 — Міст надто далеко / A Bridge Too Far
- 1978 — Осіння соната / Höstsonaten
- 1984 — Діагональ слона / La Diagonale du fou
- 1986 — Сподіваємося, що буде дівчинка  / Speriamo che sia femmina
- 1989 — Рожевий сад / The Rose Garden
- 1991 — Диспут / Mindwalk
- 2003 — Сарабанда / Saraband
- 2012 — Довга подорож дня у ніч / Lang dags ferd mot natt